# Bohonal de Ibor
Bohonal de Ibor è un comune spagnolo di 556 abitanti situato nella comunità autonoma dell'Estremadura.